# 太地ユースホステル
太地ユースホステル（たいじユースホステル）は日本ユースホステル協会に加盟していた和歌山県のユースホステル。
2010年6月30日付を以ってユースホステルとしての契約を解除（参考）し、閉館した。

## 設備
以下は閉館時の設備の状況である。
- 駐車場あり
- 駐輪場あり
- 周辺にスポーツ施設あり
- 周辺に温泉あり

## 休館
- 5月中旬 - 7月中旬
- 11月中旬 - 2月中旬

## アクセス
- JR紀勢本線太地駅からバスで梶取崎行または町営グランド前行12分平見公園前下車徒歩1分